# Marstoniopsis
Marstoniopsis là một chi ốc nước ngọt nhỏ có mang và nắp (động vật chân bụng)|nắp ốc, là động vật chân bụng sống dưới nước động vật thân mềm trong họ Amnicolidae.

## Các loài
Các loài trong chi Marstoniopsis gồm có: 
- Marstoniopsis insubrica (Küster, 1853)
- Marstoniopsis scholtzi (Schmidt, 1856)